# Helogale
Helogale là một chi động vật có vú trong họ Cầy mangut, bộ Ăn thịt. Chi này được Gray miêu tả năm 1861. Loài điển hình của chi này là Herpestes parvulus Sundevall, 1847 by subsequent designation by Thomas (1882) (Melville and Smith, 1987).

## Hình ảnh

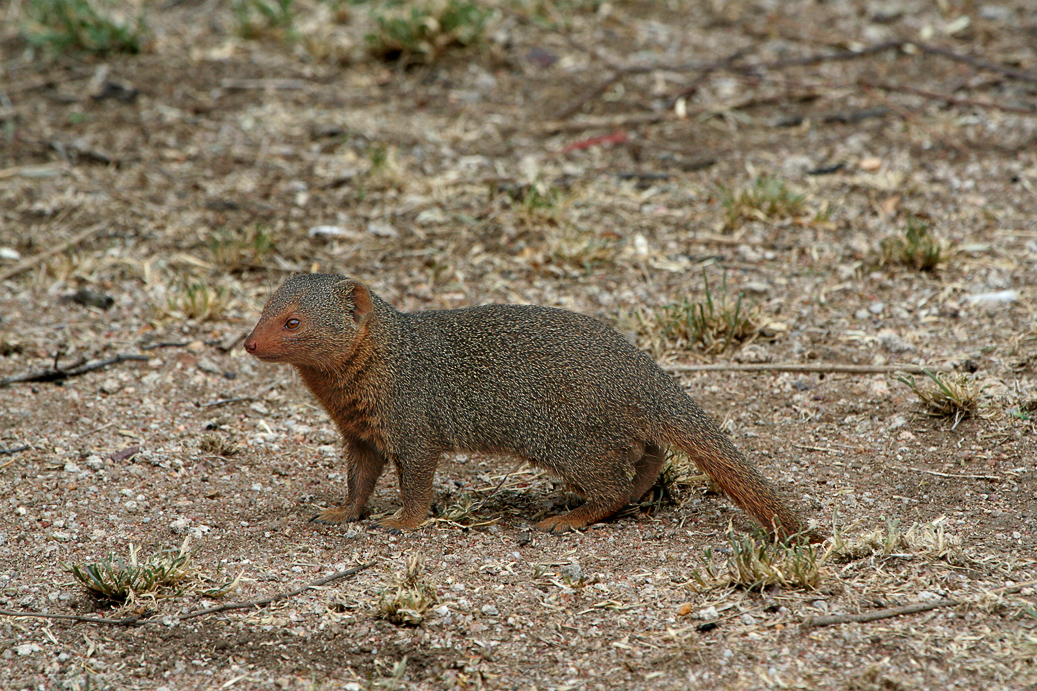
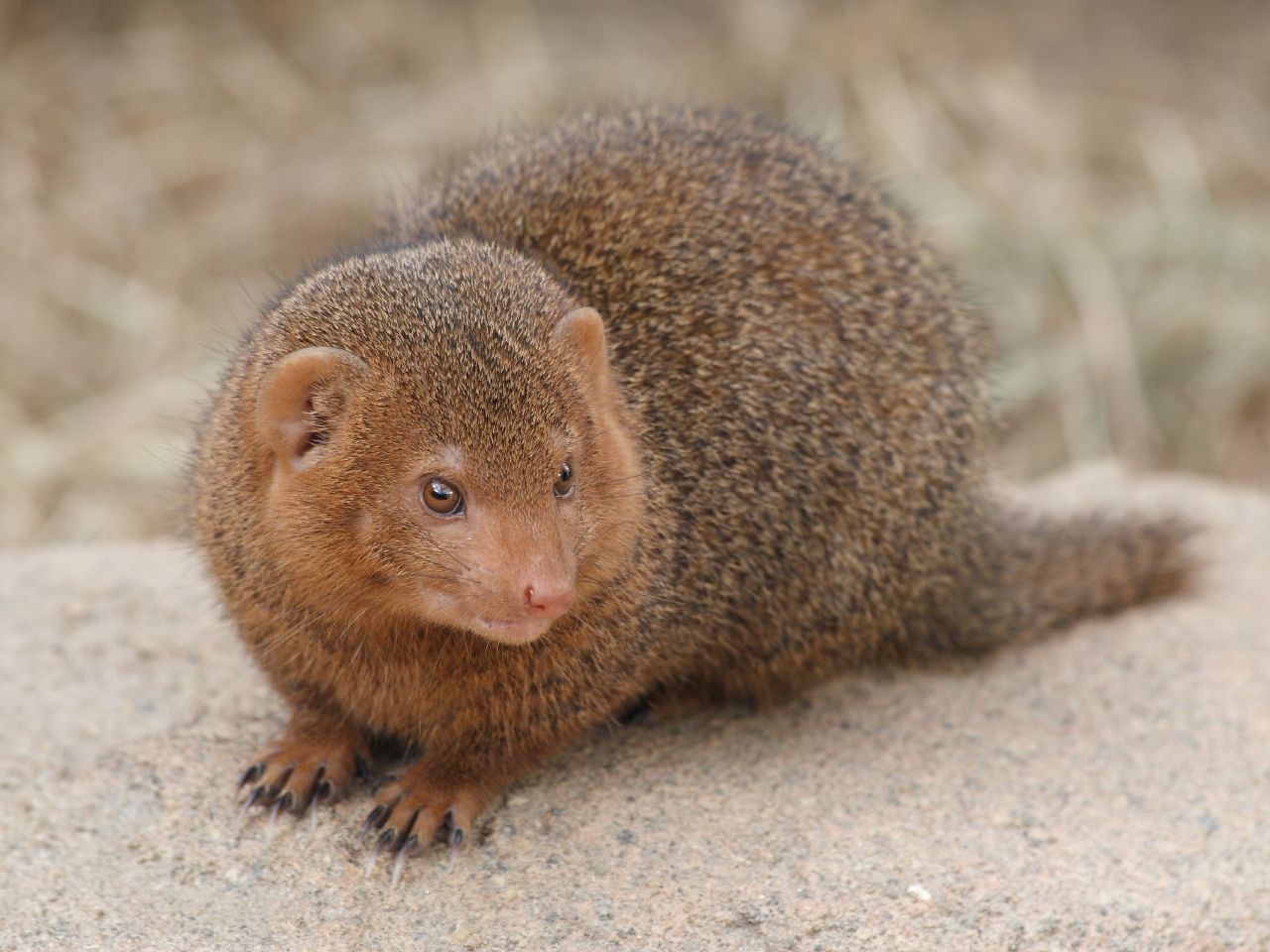
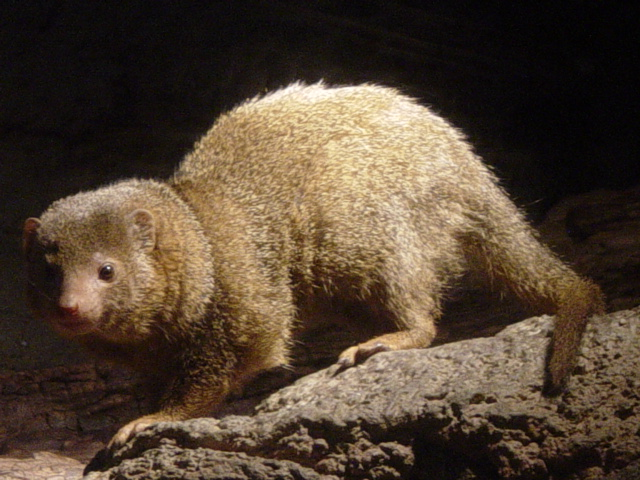

## Các loài
Chi này gồm các loài: